# Thần kinh gai
Thần kinh gai (hay thần kinh sống, thần kinh tủy, thần kinh tủy sống, thần kinh tủy gai) là thần kinh hỗn hợp, mang các sợi vận động, sợi cảm giác, sợi tự chủ từ tủy gai đến các cơ quan trên cơ thể. Trong cơ thể người, có 31 đôi thần kinh gai thoát ra ở hai bên cột sống, tương ứng với 31 đốt tủy. Thần kinh gai được gọi tên và phân nhóm theo các đốt sống có liên quan với chúng: tám đôi thần kinh gai cổ, mười hai đôi thần kinh gai ngực, năm đôi thần kinh gai thắt lưng, năm đôi thần kinh gai cùng, một đôi thần kinh gai cụt. Các thần kinh tủy gai là một phần của hệ thần kinh ngoại biên, cùng với các thần kinh sọ.  

## Thuật ngữ
Ở Việt nam, các thuật ngữ liên quan đến chủ đề này còn đa dạng. Thuật ngữ Latin nervus spinalis gồm hai phần, mỗi phần đều có nhiều thuật ngữ tương ứng. Ví dụ, thần kinh tủy gai còn được gọi là thần kinh gai, thần kinh tủy, thần kinh tủy sống, thần kinh gai sống,... 

### Nervus
Nervus được dịch thành thần kinh theo Hòa chế Hán ngữ. Trong đó chữ kinh (經) có nghĩa sợi tơ, sợi dây, con đường; chữ thần (神) trong tinh thần, thần khí, thần thái. Đôi khi, thuật ngữ dây thần kinh và dây được sử dụng khi nói về các thần kinh cụ thể. 

### Spinalis
Có ba hình vị là sống, tủy và gai được sử dụng để dịch thành phần này. Đôi khi, hai hình vị được sử dụng cùng lúc (ví dụ: (dây) thần kinh tủy sống, (dây) thần kinh gai sống). Hiện nay, thuật ngữ được sử dụng rộng rãi hơn trong giảng dạy các ngành trong y tế là "gai" (ví dụ: thần kinh gai). Theo hệ thống đó, medulla spinalis được dịch thành tủy gai (thay vì tủy sống, dây sống), nervus spinalis là thần kinh gai. Các tác giả dùng cách này thường để dành chữ "sống" để nói về phần xương, tức để dịch vertebra (ví dụ: đốt sống, xương sống, lỗ sống).

## Cấu trúc

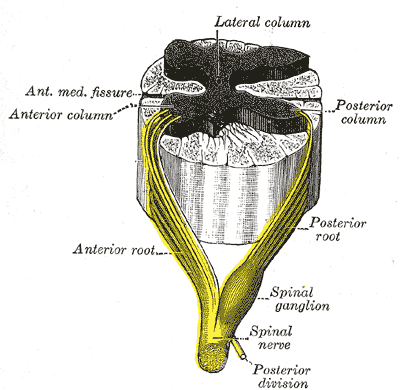
Thần kinh gai

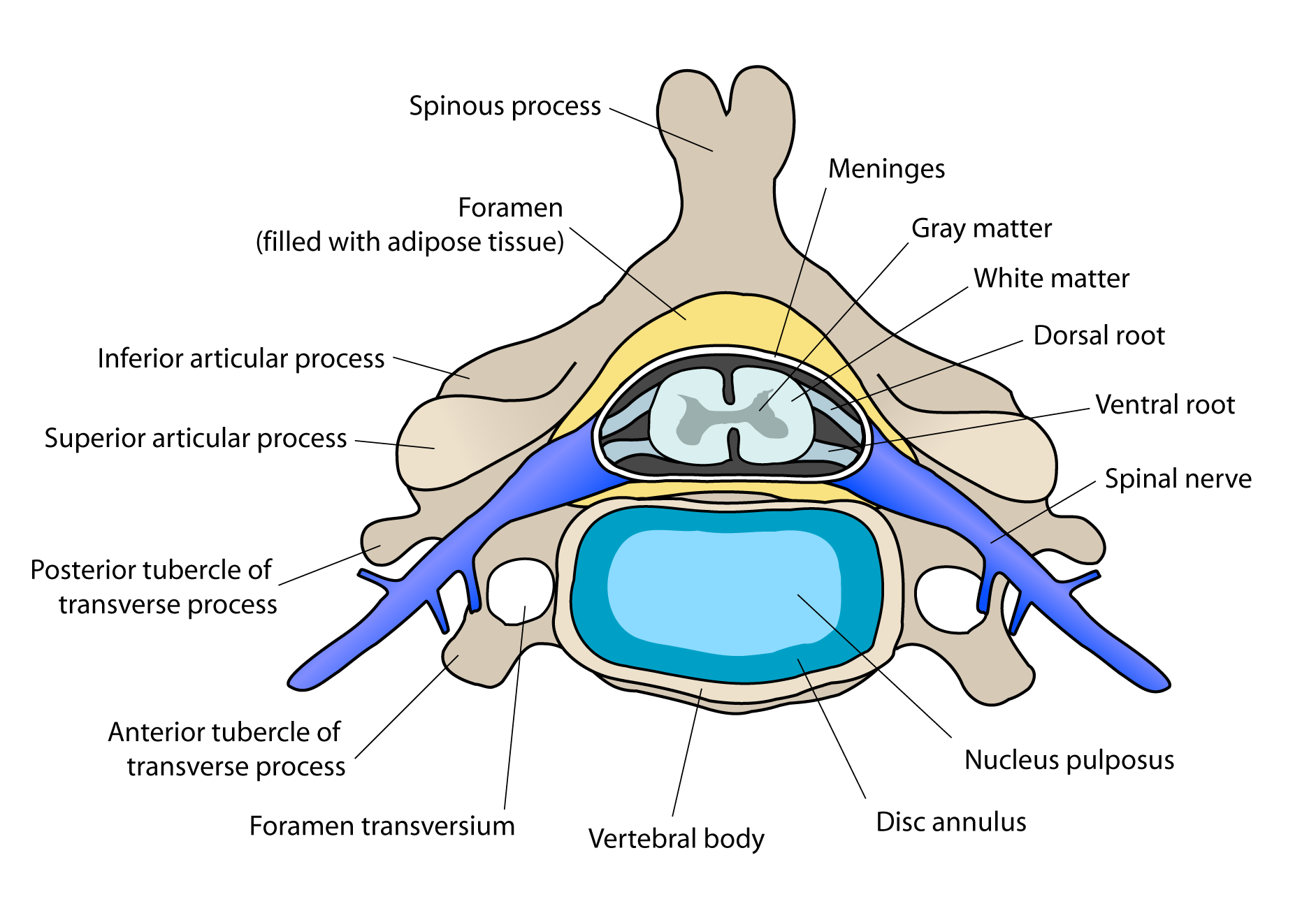
Cấu trúc điển hình của đốt sống và thần kinh gai

Mỗi thần kinh gai là một thần kinh hỗn hợp, hình thành từ các sợi thần kinh rễ từ rễ bụng và rễ lưng. Rễ lưng còn được gọi là rễ sau, rễ cảm giác; nó mang tín hiệu cảm giác từ cơ quan về tủy gai và não. Rễ bụng còn gọi là rễ trước hay rễ vận động, nó mang tín hiệu vận động từ hệ thần kinh trung ương ra các cơ quan. Mỗi rễ này tỉa ra từ tủy gai, luồn qua các lỗ ghép (lỗ gian đốt sống) giữa mỗi hai đốt sống, kết hợp để tạo thành thần kinh hỗn hợp, rồi đi đến các cơ quan. Các đôi thần kinh gai chi phối các vùng từ cổ trở xuống. Các thần kinh gai chia thành nhánh trước và nhánh sau (hoặc nhánh bụng và nhánh lưng, mỗi nhánh đều là dây hỗn hợp), các nhánh trước thường kết hợp với nhau để tạo thành các đám rối.
Về tên gọi, ở vùng ngực (T1 - T12) và thắt lưng (L1 - L5), đôi thần kinh mang tên của đốt sống ngay trên nó. Ở vùng cổ, đôi thần kinh mang tên của đốt sống dưới nó (C1 - C7), còn C8 là đôi dây ở trên đốt sống T1. Ở vùng cùng, các đôi thần kinh luồn qua các lỗ trên xương cùng thay vì luồn qua lỗ gian đốt sống và được đánh số từ trên xuống dưới (S1 - S5). Có 1 đôi thần kinh cụt (Co). 
Các nhánh lưng chi phối vùng sau của thân mình. Các nhánh bụng chi phối vùng trước của thân mình và các chi. Ngoài ra còn có một số nhánh quặt ngược (hay nhánh màng tủy) luồn ngược về lỗ ghép để chi phối cột sống (các dây chằng, màng cứng, mạch máu, đĩa gian đốt sống, khớp mặt và màng quanh xương của đốt sống). Mỗi nhánh đều có thần kinh cảm giác và thần kinh vận động. Nhánh thông  là nhánh nối thần kinh gai  với thân giao cảm, có hai loại nhánh thông: nhánh trắng chứa các sợi giao cảm trước hạch từ thần kinh gai tới các hạch của thân giao cảm, nhánh xám chứa các sợi giao cảm sau hạch từ các hạch của thân giao cảm tới thần kinh gai . 

Lược đồ thể hiện cấu trúc chung của các thần kinh gai1) ly tâm bản thể2) hướng tâm bản thể3, 4, 5) ly tâm giao cảm6, 7) ly tâm tự chủ

Các nhánh bụng thường ghép lại với nhau để hình thành các đám rối thần kinh. Các dây trong đám rối thần kinh đi cùng nhau đến cơ quan đích. Những đám rối thần kinh lớn là đám rối cổ, đám rối cánh tay, đám rối thắt lưng, đám rối cùng và đám rối cụt (đám rối cụt nhỏ hơn nhiều).
Với các nhánh trước, từ khi ra khỏi xương sống, các đoạn của thần kinh được đặt tên kiểu khác, theo thứ tự từ trong ra là: rễ, thân, ngành, bó, nhánh tận (tiếng Anh: root, trunk, division, cord, branch). Trong đó các rễ tương ứng với nhánh trước, và rễ này cũng tách bạch khỏi rễ bụng và rễ lưng. Vì các thần kinh có thể dung hợp hoặc tách ra, số lượng của các đơn vị này trong cùng đám rối có thể khác nhau (ví dụ: đám rối cánh tay có 5 rễ, 3 thân, 6 ngành, 3 bó, và nhiều nhánh tận). Trong tiếng Việt, các nhánh tận được đặt tên theo cấu trúc thần kinh [từ mô tả], ví dụ như thần kinh cơ bì.

## Thần kinh định khu

### Các dây cổ

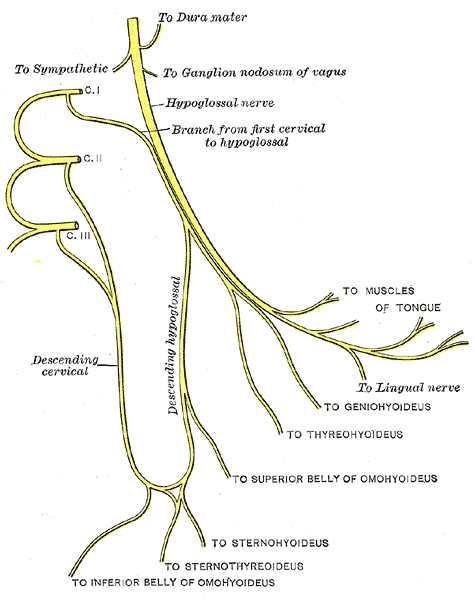
Cervical nerves

Các thần kinh cổ là các thần kinh phát ra từ tủy gai trong các đốt sống cổ. Dù chỉ có 7 đốt sống cổ, có tận 8 đôi thần kinh cổ. Thần kinh C1–C7 luồn ra trên đốt sống có số tương ứng, còn C8 luồn dưới đốt sống C8. Các đôi thần kinh khác đều luồn dưới đốt sống cùng số. 
Phân bố sau bao gồm thần kinh dưới chẩm (C1), thần kinh chẩm to (C2) và thần kinh chẩm thứ ba (C3). Phân bố trước bao gồm đám rối cổ (bốn dây đầu) và đám rối cánh tay (bốn dây sau, T1). 
Các nhánh trước (rễ) của bốn dây cổ đầu nối với nhau thành 3 quai tạo thành đám rối cổ. Đám rối cổ phân thành ba loại nhánh:
- Cảm giác: dây tai lớn, dây chẩm nhỏ, dây ngang cổ và dây trên đòn
- Vận động: chi phôi các cơ vùng gáy và cổ
- Nối: Thần kinh cổ C1 - C3 nối với thần kinh XII tạo một vòng thần kinh gọi là quai cổ. Vòng này chi phối các cơ ức móng, cơ ức giáp và cơ vai móng.

Các nhánh trước (rễ) của bốn dây cổ sau và dây T1 tạo thành đám rối cánh tay (5 rễ, 3 thân, 6 ngành (3 ngành trước và 3 ngành sau), 3 bó) từ đó cho ra 7 nhánh tận chi phối các chi trên. Từ đám rối cánh tay, quan trọng nhất là 5 thần kinh này:
- Thần kinh cơ bì
- Thần kinh nách
- Thần kinh quay
- Thần kinh giữa
- Thần kinh trụ

### Thần kinh gai ngực
Có 12 đôi thần kinh ngực luồn ra từ các đốt sống ngực. Mỗi thần kinh ngực T1-T12 luồn ra từ dưới đốt sống cùng số. Một vài nhánh đi trực tiếp đến hách bên cột sống để tham gia chi phối các cơ quan là tuyến của đầu, cổ, ngực và bụng. Các dây ngực không tạo thành đám rối mà chủ yếu tạo thành các dây gian sườn có chức năng chi phối vận động cho các cơ gian sườn và chi phối cảm giác cho thành ngực và thành bụng trước trên. 

#### Phân bố trước
Các nhánh trước T1 - T11 hình thành các thần kinh gian sườn chạy giữa các xương sườn. Ở T2 và T3, cách nhánh xa hình thành nên thần kinh gian ngực cánh tay. Đây thần kình dưới ngực đến từ dây T12, và chạy dưới xương sườn số 12. 

## Lâm sàng
Đau thần kinh tọa phần lớn là do thần kinh L4, L5, S1, S2, S3 hoặc thần kinh ngồi bị đè nén.